# Rejon tyśmienicki
Rejon tyśmienicki (ukr. Тисменицький район) – były rejon w obwodzie iwanofrankowskim.
Utworzony 17 stycznia 1940 roku. Do 1984 r. nosił nazwę iwanofrankiwski. Powierzchnia rejonu wynosiła 731 km². Stolica rejonu była Tyśmienica.
Zlikwidowany w 2020 roku ramach reformy decentralizacyjnej na Ukrainie. Jego ziemie weszły w skład nowego rejonu iwanofrankiwskiego.

## Spis miejscowości
- Brzezówka (Березівка)
- Bratkowce (Братківці)
- Chomiakówka (Chomiaków) (Хом'яківка)
- Ciężów (Тязів)
- Czerniejów (Черніїв)
- Czarnołoźce (Чорнолізці)
- Czukałówka (Чукалівка)
- Dobrowlany (Добровляни)
- Dołhe (Довге)
- Drohomirczany (Драгомирчани)
- Hanusowce (Ганнусівка)
- Jamnica (Ямниця)
- Jezupol (Єзупіль)
- Kłubowce (Клубівці)
- Kłuzów (Kłusów) (Клузів)
- Kozina (Козина)
- Kołodziejówka (Колодіївка)
- Krasiłówka (Красилівка)
- Krzywotuły Nowe (Нові Кривотули)
- Krzywotuły Stare (Старі Кривотули)
- Lipówka[3] (Липівка)
- Lipówka Nowa[4] (Нова Липівка)
- Łysiec (Лисець)
- Łysiec Stary[5] (Старий Лисець)
- Majdan (Майдан)
- Markowce (Марківці)
- Miłowanie (Милування)
- Nowa Huta (Нова Гута)
- Odaje (Одаї)
- Olszanica (Вільшаниця)
- Pawłowka (Pawełcze) (Павлівка)
- Podlesie (Підлісся)
- Podłuże (Підлужжя)
- Podpieczary (Підпечери)
- Pobereże (Побережжя)
- Pohonia (Погоня)
- Posiecz[6]  (Посіч)
- Przeniczniki (Пшеничники)
- Radcza (Радча)
- Rybno (Рибне)
- Roszniów (Rożniów) (Рошнів)
- Sielec (Сілець)
- Słobódka (Слобідка)
- Stebnik (Стебник)
- Stryhańce (Стриганці)
- Studzieniec (Студинець)
- Tarnowica Polna (Терновиця)
- Tyśmienica (Тисмениця)
- Uhrynów (Угринів)
- Uzin (Узин)
- Zagwoźdź (Загвіздя)